# Louis Rigoulot
Pour les articles homonymes, voir Rigoulot.

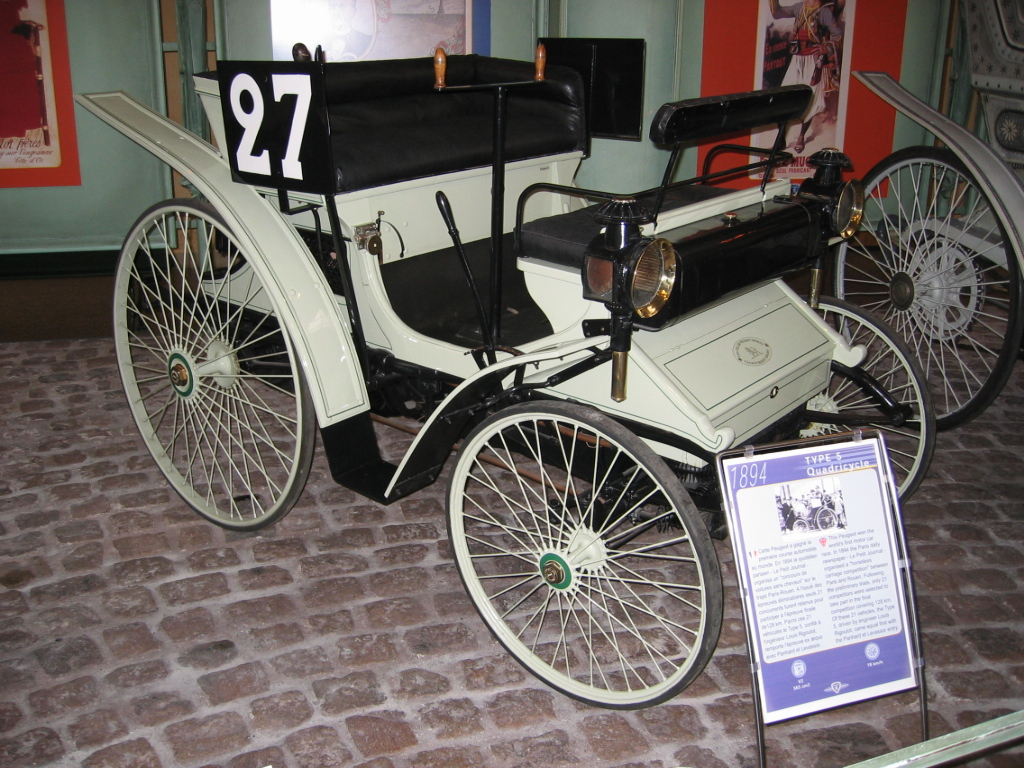
Une Peugeot Type 5 de nos jours (en fait celle de Louis Rigoulot lors de la course Paris-Rouen, la n°27).

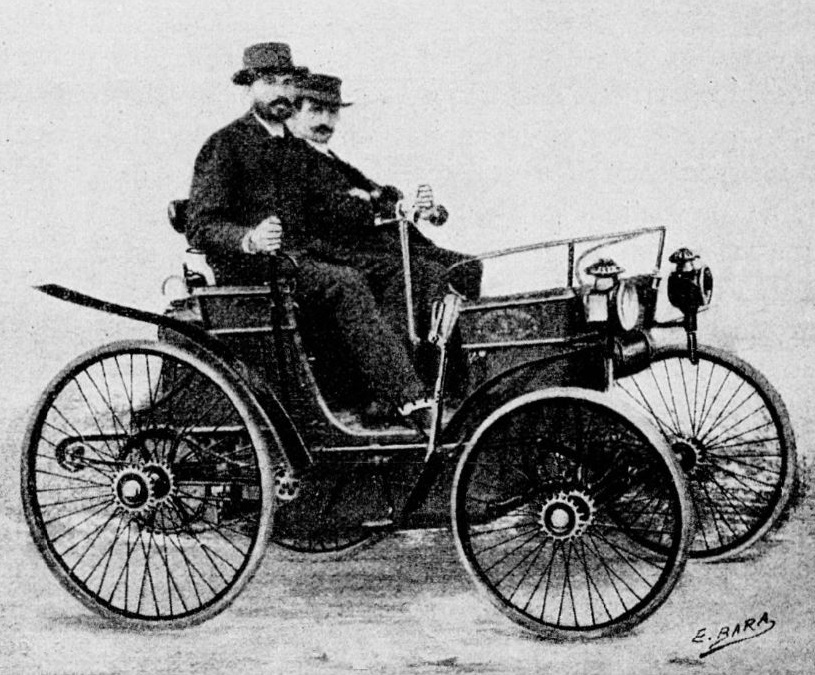
Louis Rigoulot et Auguste Doriot au Paris-Brest-Paris 1891 sur Peugeot Type 3.

Louis Rigoulot, né le 2 janvier 1844 à Exincourt (Doubs) et mort le 29 août 1913 à Valentigney (Doubs), est un ingénieur français.

## Biographie
Diplômé des Arts et Métiers (Châlons, promotion 1860), Louis Rigoulot s'occupe de la construction de machines à Chemnitz, en Allemagne, puis il entre dans une fabrique de chocolat à Paris, puis à Lille, à la Compagnie de Fives-Lille. En 1872, il travaille comme ingénieur dans la maison Peugeot frères, à Valentigney, puis il devient directeur des Ateliers Peugeot de Beaulieu, puis de l'usine d'Audincourt.
Installateur des moteurs Daimler dans les premiers véhicules Peugeot, il effectue avec le contremaitre Auguste Doriot le plus long voyage d'une voiture à pétrole en 1891, lors de la course cycliste Paris-Brest-Paris de Pierre Giffard et du Petit Journal, sur 2 100 kilomètres à partir de Valentigney (le fief de la famille Peugeot) et 1 200 kilomètres de course effective. 
Il arrive aussi douzième à Rouen, lors de la course automobile Paris-Rouen, sur Peugeot 3 hp.